# AB Kalmar och Mönsterås Tändsticksfabriker
AB Kalmar och Mönsterås Tändsticksfabriker var ett tändsticksföretag, som grundades 1912 av familjen Kreuger genom en sammanslagning av Kalmar Tändsticksfabrik och Mönsterås Tändsticksfabrik.
Familjen Kreuger ägde i början av 1900-talet två tändsticksfabriker: Kalmar Tändsticksfabrik och Mönsterås Tändsticksfabrik. De leddes av Ernst Kreuger och Fredrik Kreuger. I början av 1912 fick fabrikerna finansiella svårigheter, liksom många andra företag i tändsticksbranschen vid den tiden. Ivar Kreuger rekryterades till familjefirman och tog initiativ till att ombilda dem till ett aktiebolag för att få in mer kapital, varvid det nya aktiebolaget grundades i maj 1912. Huvuddelen av aktiekapitalet tecknades av Ivar Kreugers far Ernst Kreuger och farbrodern Fredrik Kreuger. Ivar Kreuger ingick i styrelsen och hans bror Torsten Kreuger utsågs till verkställande direktör. Bolagsbildningen blev en viktig etapp i en av Ivar Kreuger ledd kraftig omstrukturering av den splittrade svenska tändsticksindustrin. 
En sammanslagning av AB Kalmar och Mönsterås Tändsticksfabrik med ett tiotal mindre tändsticksföretag i Sverige genomfördes i mars 1913, då AB Förenade Svenska Tändsticksfabriker (”Kalmartrusten”) grundades med Ivar Kreuger som verkställande direktör.
År 1917 slogs AB Förenade Svenska Tändsticksfabriker samman med Jönköpings och Vulcans Tändsticksfabriks AB (”Jönköpingstrusten”) till Svenska Tändsticks AB (STAB), vilket innebar att ett de facto svenskt monopol på tändstickor i Sverige uppstod.